# Slovenská hokejbalová reprezentace
Slovenská hokejbalová reprezentace je výběrem nejlepších slovenských hráčů v hokejbale. Od roku 1996 se účastní mistrovství světa a do roku 2000 hrálo i mistrovství Evropy. Tým je řízen Slovenskou hokejbalovou únií, která je členem ISBHF. Největším úspěchem slovenského výběru je pět zlatých medailí z mistrovství světa 1999, 2013, 2015, 2017 a 2019.

## Účast namistrovstvísvěta
| MS      | Místo konání           | Umístění |
| ------- | ---------------------- | -------- |
| MS 1996 | Slovensko (Bratislava) | . místo  |
| MS 1998 | Česko (Litoměřice)     | . místo  |
| MS 1999 | Slovensko (Zvolen)     | . místo  |
| MS 2001 | Kanada (Toronto)       | . místo  |
| MS 2003 | Švýcarsko (Sierre)     | . místo  |
| MS 2005 | USA (Pittsburgh)       | . místo  |
| MS 2007 | Německo (Ratingen)     | . místo  |
| MS 2009 | Česko (Plzeň)          | . místo  |
| MS 2011 | Slovensko (Bratislava) | . místo  |
| MS 2013 | Kanada (St. John's)    | . místo  |
| MS 2015 | Švýcarsko (Zug)        | . místo  |
| MS 2017 | Česko (Pardubice)      | . místo  |
| MS 2019 | Slovensko (Košice)     | . místo  |
| MS 2022 | Kanada (Laval)         | 5. místo |

## Účast namistrovství Evropy
| ME      | Místo konání           | Umístění |
| ------- | ---------------------- | -------- |
| ME 1995 | Slovensko (Bratislava) | . místo  |
| ME 1996 | Slovensko (Bratislava) | . místo  |
| ME 1997 | Česko (Praha)          | . místo  |
| ME 2000 | Česko (Most)           | . místo  |